# NGC 662
NGC 662 (другие обозначения — UGC 1220, IRAS01416+3726, MCG 6-4-60, KUG 0141+374, ZWG 521.73, KARA 62, 5ZW 98, ARAK 55, PGC 6393) — спиральная галактика (Sc) в созвездии Андромеда.
Этот объект входит в число перечисленных в оригинальной редакции «Нового общего каталога».
Вместе с NGC 668, NGC 669 и несколькими другими галактиками входит в скопление галактик Abell 262, которое является частью сверхскопления Персея-Рыб.
В галактике взорвалась сверхновая SN 2001dn.